# Rathen

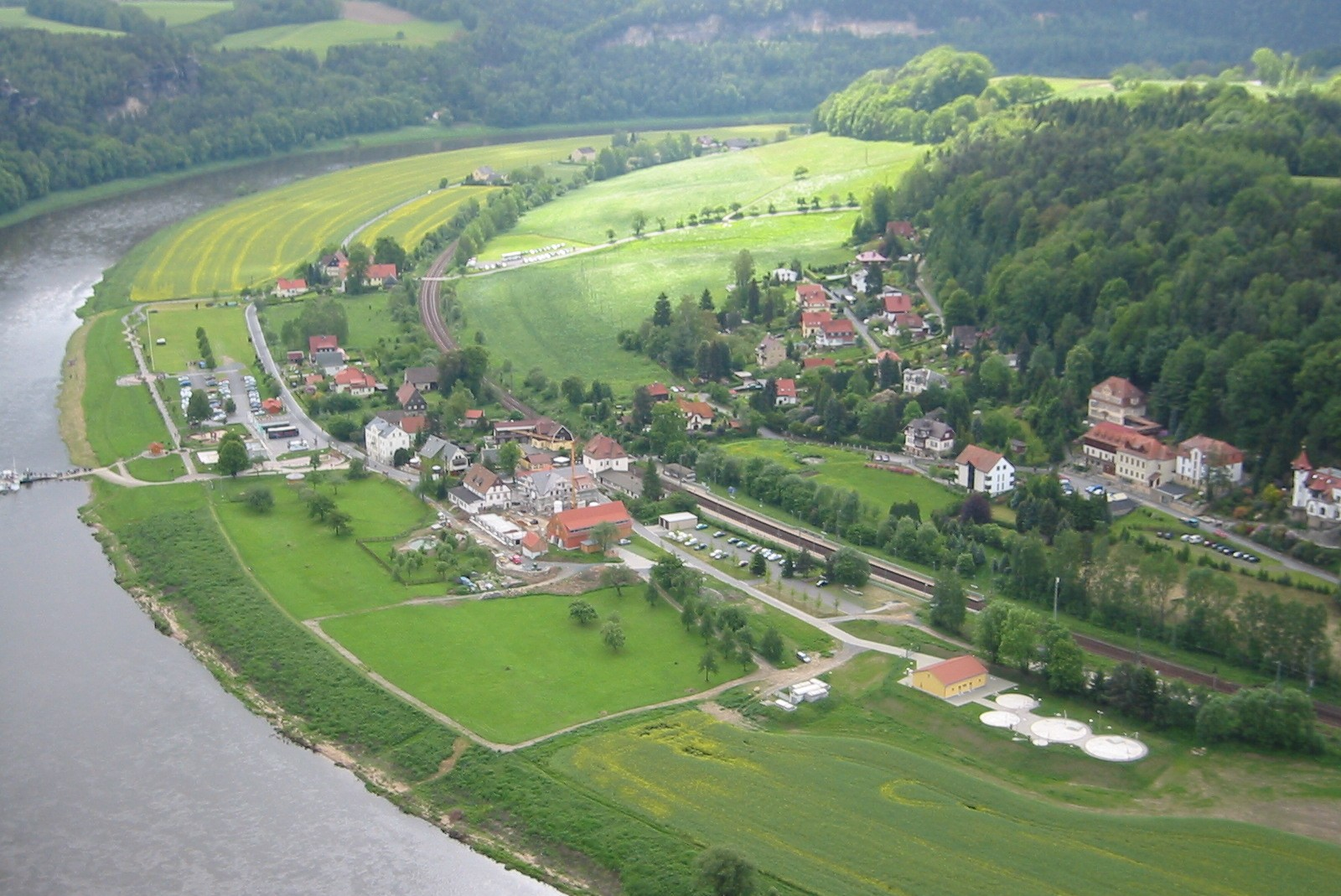
district Oberrathen – nhìn từ Bastei

Rathen là một đô thị ở dãy núi sa thạch Elbe, bang Saxony, Đức, khoảng 35 km về phía đông nam của Dresden bên sông Elbe. Rathen có dân số 410 người.
Trong đệ nhị thế chiến, một phân trại của trại tập trung Flossenburg nằm ở đây.